# Menrui
Men-rui (麺類) est le nom donné à un plat complet à base de nouilles dans la cuisine japonaise. Les nouilles utilisées peuvent être typiquement japonaises (soba, udon, sōmen) ou d'origine chinoise (rāmen ou encore hiyashi chūka).
Suivant les recettes, ce plat peut être servi chaud ou froid.